# ローディングショベル
ローディングショベルとは、建設機械の一種であり、アームの先にバケット（ショベル）を前向きに取り付けたもののこと。バックホーに比べて地表面より高い部分の採掘を得意とし、バケット容量が大きいが、採掘できる範囲が狭いという欠点を持つ。このことから、住宅街の狭い建設現場ではほとんど使われず、鉱山など広大な現場で活躍する。